# Guarea michel-moddei
Guarea michel-moddei là một loài thực vật có hoa trong họ Meliaceae. Loài này được T.D.Penn. & S.A.Mori mô tả khoa học đầu tiên năm 1993.